# Temporada de huracanes del Atlántico de 1996
La temporada de huracanes del Atlántico de 1996 tuvo la mayor cantidad de huracanes importantes desde 1950, que son de categoría 3 o superior en la escala de huracanes de Saffir-Simpson (EHSS). La temporada estuvo por encima del promedio, con un total de trece tormentas nombradas, nueve huracanes y seis huracanes mayores. La temporada comenzó oficialmente el 1 de junio y finalizó el 30 de noviembre. Estas fechas que delimitan convencionalmente el período de cada año en el que se forman la mayoría de los ciclones tropicales en la cuenca del Atlántico. El primer ciclón tropical de la temporada, la tormenta tropical Arthur, se desarrolló el 17 de junio, mientras que el último ciclón, el huracán Marco, se disipó el 26 de noviembre. El huracán más intenso, Edouard, fue un poderoso huracán de tipo Cabo Verde que afectó en diversas partes del Atlántico Medio y Nueva Inglaterra. La temporada contó con la llegada a tierra de nueve ciclones tropicales, incluidos seis huracanes, uno de los cuales fue un huracán intenso. En total, se formaron seis grandes huracanes durante la temporada, el número más alto producido en una sola temporada desde 1950.
Los cuatro ciclones tropicales más notables de la temporada fueron los huracanes Bertha, Cesar, Fran y Hortense. Bertha tocó tierra como un huracán de categoría 2 en la costa de Carolina del Norte, causando un total de doce muertes y $335 millones (1996 USD) en daños. El huracán Fran tocó tierra en la misma área general un poco más de un mes después como huracán de categoría 3, causando treinta y siete muertes y $5 mil millones en daños. El huracán César se desarrolló en el este del Caribe a fines de julio y cruzó Nicaragua hacia el este del Pacífico como una fuerte tormenta tropical varios días después, momento en el que se ganó el nombre de Douglas. El sistema produjo fuertes vientos e inundaciones, lo que provocó 113 muertes y $202,96 millones en daños. Finalmente, el huracán Hortense se formó en el Atlántico este durante el mes de septiembre y atravesó La Española y Puerto Rico, causando 39 muertes directas y $158 millones en daños. Colectivamente, los ciclones tropicales de la temporada causaron daños por valor de $6,52 mil millones y 256 muertes.

## Pronósticos
Antes y durante cada temporada de huracanes, los servicios meteorológicos nacionales, las agencias científicas y destacados expertos en huracanes emiten varios pronósticos de actividad de huracanes. Estos incluyen pronosticadores del Centro Nacional de Predicción de Huracanes y Clima de la Administración Nacional Oceánica y Atmosférica (NOAA) de los Estados Unidos, Tropical Storm Risk, la Met Office del Reino Unido y Philip J. Klotzbach, William M. Gray y sus asociados en el Universidad Estatal de Colorado (CSU). Los pronósticos incluyen cambios semanales y mensuales en factores importantes que ayudan a determinar la cantidad de tormentas tropicales, huracanes y huracanes importantes dentro de un año en particular. Según Administración Nacional Oceánica y Atmosférica (NOAA) y CSU, la temporada promedio de huracanes en el Atlántico entre 1951 y 2000 contenía aproximadamente 12 tormentas tropicales, 6 huracanes, 2 huracanes mayores y un índice de Energía Ciclónica Acumulada (ACE) de 105 unidades. La  Administración Nacional Oceánica y Atmosférica (NOAA) generalmente clasifica una temporada como superior al promedio, promedio o inferior al promedio según el índice ACE acumulativo, pero ocasionalmente también se considera el número de tormentas tropicales, huracanes y huracanes importantes dentro de una temporada.

### Previsiones de pretemporada
Los pronósticos de la actividad de huracanes son emitidos antes de cada temporada de huracanes por destacados expertos en huracanes como el Dr. William M. Gray y sus asociados en la Universidad Estatal de Colorado (CSU) y el Centro de Investigación Meteorológica (WRC). Una temporada normal, según la definición de la Administración Nacional Oceánica y Atmosférica (NOAA), tiene 12 tormentas con nombre, de las cuales 6 alcanzan fuerza de huracán y 2 huracanes mayores, que son de categoría 3 o superior en la escala de huracanes de Saffir-Simpson (EHSS). Además, el promedio de CSU de 1950-2000 para una temporada normal es de 9 tormentas nombradas, de las cuales cinco alcanzan la fuerza de un huracán y dos se convierten en huracanes mayores. En diciembre de 1995, CSU predijo que solo se formarían 8 tormentas con nombre y 5 de ellas se convertirían en huracanes; no se dio un número específico de huracanes importantes. Sin embargo, en abril de 1996, CSU revisó su pronóstico, afirmando que se desarrollarían 11 tormentas con nombre, siete de las cuales se intensificarían hasta convertirse en huracanes y tres alcanzarían una intensidad de huracán mayor. En junio, CSU predijo 10 tormentas con nombre, 6 huracanes y 2 huracanes importantes. El pronóstico del WRC a principios de 1996 era de 10 tormentas nombradas y 6 huracanes, aunque no había ninguna predicción sobre el número de huracanes mayores.

## Resumen de la temporada

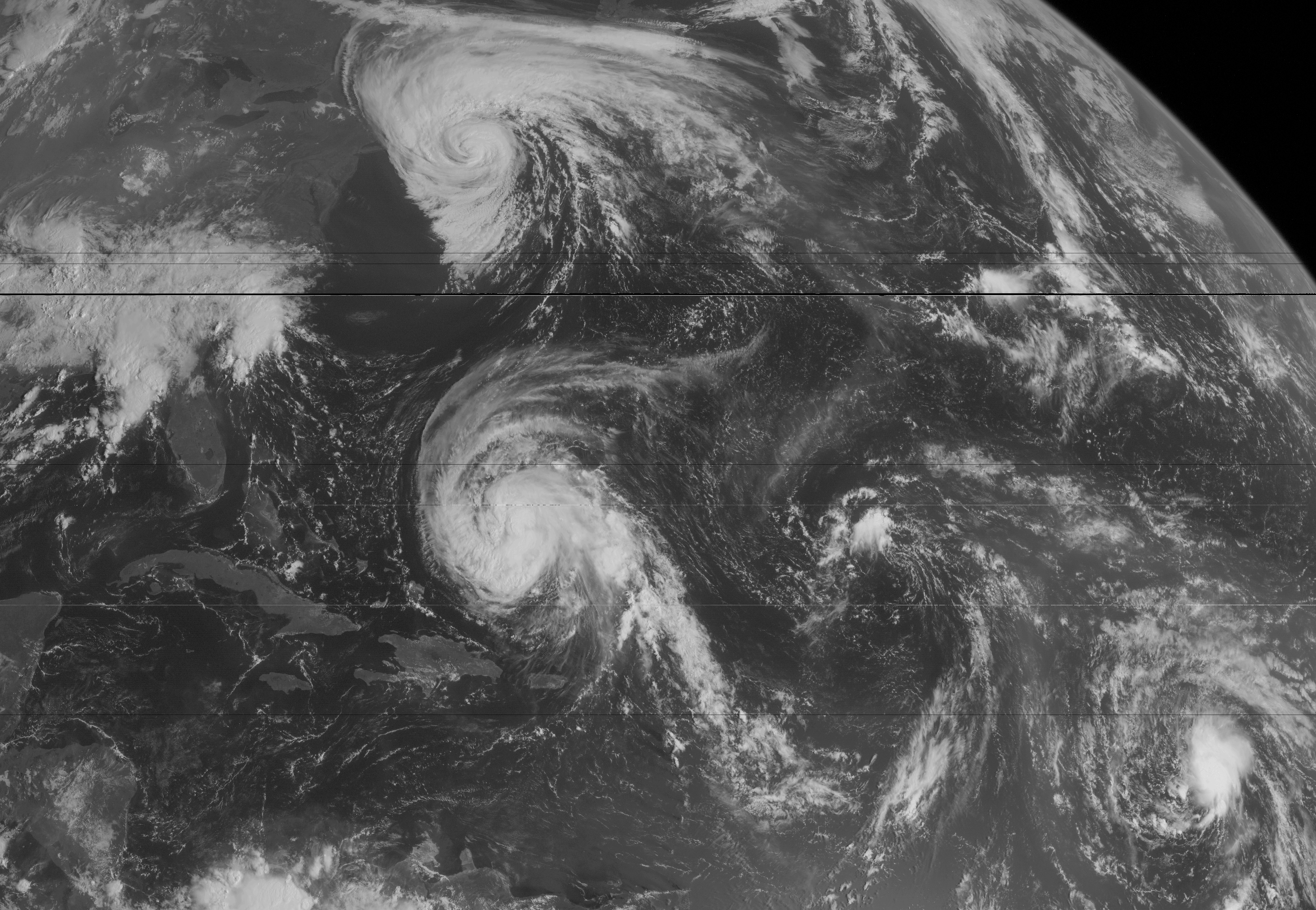
Imágenes de VISSR tomadas el 2 de septiembre de 1996 de Edouard (arriba; frente a la costa del noreste de los Estados Unidos), Fran (abajo a la izquierda; al norte de La Española), los restos de Gustav (a la derecha de Fran; en el Atlántico abierto) y el perturbación que se convertiría en Hortense (abajo a la derecha; en el MDR).

La temporada de huracanes del Atlántico comenzó oficialmente el 1 de junio, pero la primera tormenta nombrada no se formó hasta diecisiete días después. Fue una temporada por encima del promedio en la que se formaron 13 ciclones tropicales, y todos los ciclones alcanzaron el estado de tormenta tropical. Nueve de estos dieciséis alcanzaron la categoría de huracán y seis de ellos alcanzaron la categoría de huracán mayor, que estuvo muy por encima del promedio de 2,7 por temporada de 1981 a 2010. Aunque no hubo ni los fenómenos como El Niño ni La Niña, la actividad superior a la media en la temporada probablemente se debió a temperaturas superficiales del mar anormalmente cálidas. Seis huracanes y tres tormentas tropicales tocaron tierra durante la temporada, causando 256 muertes y $6.52 mil millones en daños. El huracán Edouard y el huracán Marco también causaron daños y muertes, pero ninguna de las tormentas tocó tierra oficialmente.
La ciclogénesis tropical en la temporada comenzó con el desarrollo de la tormenta tropical Arthur el 17 de junio. En el mes de julio, se formaron dos ciclones tropicales, los cuales luego alcanzaron la categoría de huracán. Agosto fue el mes más activo de la temporada, con un total de cuatro tormentas en desarrollo en ese período de tiempo. El mes de agosto también presentó los ciclones tropicales más fuertes y costosos de la temporada, el huracán Edouard y el huracán Fran, respectivamente. Aunque septiembre es el pico climatológico de la temporada de huracanes, solo se desarrollaron dos ciclones tropicales en ese mes. A pesar de ello, ambos alcanzaron la categoría de huracán mayor. En octubre se formaron tres ciclones tropicales, uno de los cuales alcanzó la categoría de huracán. Finalmente, se desarrolló un ciclón tropical en noviembre, el huracán Marco. La tormenta duró 10 días antes de disiparse el 26 de noviembre, solo cuatro días antes del final oficial de la temporada el 30 de noviembre. La actividad de la temporada se reflejó con un índice de Energía Ciclónica Acumulada (ACE) de 166.

## Ciclones tropicales

### Tormenta tropical Arthur
Un área de convección creciente, posiblemente asociada con una onda tropical, se convirtió en la depresión tropical Uno el 17 de junio a las 18:00 UTC, mientras se encontraba cerca de Gran Bahama. Inicialmente, la depresión se movió hacia el norte-noroeste y luego hacia el norte alrededor de la periferia occidental de una dorsal subtropical atlántica. A pesar de una cizalladura del viento moderadamente fuerte, la depresión se fortaleció y se actualizó a tormenta tropical Arthur mientras volvía a curvarse hacia el noreste a las 00:00 UTC del 19 de junio. Unas 24 horas después, Arthur tocó tierra cerca de Cape Lookout, Carolina del Norte, con vientos de 45 mph (75 km/h). La tormenta se debilitó a depresión tropical a principios del 20 de junio, antes de volverse extratropical al día siguiente.
Cuando el centro de Arthur pasó al este de Cape Romain, Carolina del Sur, se informaron aumentos menores en el oleaje. Las precipitaciones alcanzaron un máximo de 5,85 pulgadas (149 mm) en Georgetown, Carolina del Sur, aunque debido a que cayeron gradualmente, no se informaron inundaciones significativas, aparte de pequeños estanques de agua en las carreteras. Además, Arthur también trajo precipitaciones a Georgia y Virginia, aunque las cantidades rara vez excedieron las 3 pulgadas (76 mm). En Carolina del Norte, las marejadas alcanzaron los 2,1 m (7 pies). Una estación C-Man ubicada a unas 34,5 millas (55,5 km) al sureste de Cape Fear informó vientos sostenidos de 39 mph (64 km/h) y ráfagas de hasta 45 mph (75 km/h). En general, el daño causado por Arthur fue mínimo, con un total de solo $1 millón.

### Huracán Bertha
Una onda tropical se convirtió en la depresión tropical Dos a las 00:00 UTC del 5 de julio, mientras se encontraba a unas 575 millas (925 km) al este de Cabo Verde. Doce horas más tarde, se convirtió en tormenta tropical Bertha. Durante los días siguientes, continuó fortaleciéndose, convirtiéndose en huracán el 7 de julio, antes de pasar por el norte de las Islas de Sotavento. Un período de rápida intensificación comenzó tarde el 8 de julio, con Bertha alcanzando su punto máximo como un huracán de categoría 3 con vientos de 115 mph (185 km/h) al día siguiente. Moviéndose alrededor de la periferia occidental de una cordillera subtropical, Bertha pasó al norte de las Bahamas como un huracán que se debilitaba antes de girar hacia el norte-noreste y volver a fortalecerse. A última hora del 12 de julio, Bertha tocó tierra entre Wrightsville Beach y Topsail Beach, Carolina del Norte, con vientos de 90 mph (140 km/h). El debilitamiento gradual se produjo al día siguiente cuando Bertha se trasladó a los estados del Atlántico Medio y a Nueva Inglaterra antes de volverse extratropical el 14 de julio.
En las Islas Vírgenes de los Estados Unidos, las fuertes lluvias y los vientos huracanados dañaron unas 2.500 viviendas, de las cuales cuarenta y tres perdieron el techo. Muchos barcos fueron destruidos. El daño total se estimó cerca de $7,5 millones. La tormenta causó tres muertes en Puerto Rico. Adicionalmente, los daños en Puerto Rico totalizaron $7.5 millones. Se confirmaron dos muertes en San Martín. La tormenta provocó numerosos cortes de energía y dañó diez viviendas en Antigua y Barbuda. Cuatro muertes ocurrieron en Florida, tres de las cuales se debieron a corrientes de resaca. Carolina del Norte llevó la peor parte del huracán en los Estados Unidos. La marejada ciclónica destruyó varios muelles de pesca, puertos deportivos y barcos. Una combinación de marejadas ciclónicas y fuertes vientos dañó más de 5.000 casas y edificios, con al menos cuatro destruidos. Hubo dos muertes en el estado. Los restos provocaron inundaciones locales y daños menores por viento en el Atlántico Medio, Nueva Inglaterra y el Atlántico canadiense. Una surfista murió en Nueva Jersey. En general, la tormenta causó 12 muertes y alrededor de $285 millones en daños, principalmente en el este de Carolina del Norte.

### Huracán César
Una onda tropical surgió en el Atlántico desde la costa occidental de África el 17 de julio de 1996. Se convirtió en la depresión tropical Tres cerca de la Isla Margarita de Venezuela el 24 de julio. La depresión se dirigió hacia el oeste, guiada por una fuerte zona de alta presión sobre las Bahamas. El 25 de julio, la depresión se convirtió en la tormenta tropical César. Por esa época, golpeó a Curazao, César causó daños menores en las islas ABC a techos y árboles; una persona se ahogó en fuertes olas en Curazao. Otras tres personas se ahogaron frente a la costa de Venezuela. En Colombia, las fuertes lluvias causaron tres muertes, dos de las cuales fueron por un deslizamiento de tierra en Pueblo Bello. Fuertes vientos e importantes precipitaciones azotaron el archipiélago de San Andrés, Providencia y Santa Catalina, destechando 60 viviendas, provocando once víctimas mortales y daños por 800 millones de pesos ($440,00 USD). La tormenta continuó hacia el oeste y se intensificó hasta convertirse en huracán el 27 de julio.
A las 0400 UTC del 28 de julio, César tocó tierra cerca de Bluefields, Nicaragua, con vientos de 85 mph (137 km/h). Después de debilitarse hasta convertirse en tormenta tropical ese mismo día, César avanzó hacia el Pacífico y fue reclasificada como tormenta tropical Douglas el 29 de julio. En Nicaragua, la tormenta provocó pérdidas por alrededor de 50,5 millones de dólares. Más de 2500 viviendas, 39 puentes y 40 kilómetros (25 millas) de carreteras quedaron destruidos. La tormenta mató a 42 personas y dejó a unas 100 000 sin hogar en Nicaragua. En Costa Rica, las inundaciones de los ríos dañaron o destruyeron 3874 viviendas; también fueron destruidos 150 puentes. La red de carreteras sufrió graves daños. En todo el país, al menos 39 personas murieron y los daños ascendieron a 151 millones de dólares. Además, doce personas murieron en El Salvador. En total, César causó 113 muertes y daños por 202,96 millones de dólares.

### Huracán Dolly
Una onda tropical se convirtió en la depresión tropical Cuatro a las 0600 UTC del 19 de agosto de 1996, mientras se encontraba al oeste-suroeste de Jamaica. El sistema se fortaleció hasta convertirse en tormenta tropical Dolly unas doce horas después. Dolly se dirigió hacia el oeste y se intensificó hasta convertirse en un huracán de categoría 1 a última hora del 20 de agosto. Luego tocó tierra cerca de Chetumal, Quintana Roo, con vientos de 75 mph (121 km/h). El sistema se debilitó hasta convertirse en depresión tropical el 21 de agosto. Más tarde ese día o temprano el 22 de agosto, Dolly emergió en la Bahía de Campeche y rápidamente se volvió a fortalecer hasta convertirse en tormenta tropical. La tormenta se profundizó aún más y volvió a convertirse en huracán a las 1200 UTC del 23 de agosto; Dolly alcanzó simultáneamente su punto máximo con vientos de 80 mph (130 km/h). Por esa época azotó entre Tuxpan, Veracruz y Tampico, Tamaulipas. Dolly se debilitó rápidamente hasta convertirse en depresión tropical a principios del 24 de agosto, pero permaneció intacto mientras cruzaba México y se disipó sobre el Océano Pacífico oriental el 25 de agosto.
La tormenta provocó fuertes lluvias en gran parte de México, con un máximo de 37,41 pulgadas (950 mm). En Quintana Roo, las inundaciones destruyeron una gran cantidad de tierras de cultivo. Se produjeron inundaciones generalizadas después de que un río en el área de Pueblo Viejo se desbordara. Cientos de viviendas quedaron destruidas, lo que desplazó a unas 35.000 personas. En San Luis Potosí se produjeron evacuaciones a gran escala, mientras que unas 6.500 personas huyeron de sus hogares en la zona de Tampico. Se reportaron cortes de comunicaciones y energía eléctrica hasta en el oeste de Mazatlán, Sinaloa. En todo México se reportaron catorce muertes, seis en Veracruz, tres en Nuevo León y una en Monterrey. Además, dos personas quedaron desaparecidas en Nuevo León. Las bandas exteriores de Dolly trajeron lluvias al sur de Texas, lo que provocó inundaciones menores, pero fue en su mayoría beneficiosa debido a las condiciones de sequía en el estado.

### Huracán Edouard
Una onda tropical se convirtió en la depresión tropical Cinco el 19 de agosto de 1996, mientras se encontraba a unas 345 millas (555 km) al sureste de Cabo Verde. La depresión se movió hacia el oeste y se fortaleció hasta convertirse en la tormenta tropical Edouard el 22 de agosto. Se produjo una mayor intensificación y la tormenta se convirtió en huracán al día siguiente. A principios del 24 de agosto, la tormenta volvió a girar hacia el oeste-noroeste y comenzó a profundizarse rápidamente. A las 0600 UTC del 25 de agosto, Edouard alcanzó sus vientos máximos sostenidos de 145 mph (233 km/h) y una presión barométrica mínima de 933 mbar (27,6 inHg); Fue el ciclón tropical más intenso de la temporada. La tormenta siguió siendo un huracán importante durante casi ocho días. Edouard pasó muy al norte de las Antillas Menores y luego comenzó a girar nuevamente hacia el norte el 29 de agosto. Posteriormente, la tormenta pasó a medio camino entre el cabo Hatteras y las Bermudas el 1 de septiembre.
Edouard se acercó a Nantucket, Massachusetts, pero giró hacia el este antes de llegar a tierra. El 3 de septiembre la tormenta se debilitó y pasó a ser extratropical. Fue absorbido por un sistema más grande el 7 de septiembre. Edouard trajo mares agitados y ráfagas de viento a lo largo de la costa este de los Estados Unidos desde Carolina del Sur hacia el norte. Fuertes olas en Nueva Jersey ahogaron a 2 personas. También se produjeron erosión menor e inundaciones costeras en varios estados, especialmente en Nueva York y Massachusetts. En este último, ráfagas de viento de hasta 140 km/h (90 mph) dejaron sin electricidad a dos tercios de Nantucket, la mayor parte de Cape Cod y todo Martha's Vineyard. Los fuertes vientos en Maine dejaron a unas 1.900 personas sin electricidad en Portland. Los daños en los Estados Unidos ascendieron a unos 20 millones de dólares. En Canadá, la tormenta provocó precipitaciones de hasta 136 mm (5,35 pulgadas) y ráfagas de 121 km/h (75 mph). El mar embravecido interrumpió el servicio de ferry y provocó el cierre de varias playas.

### Huracán Fran
Una onda tropical se convirtió en la depresión tropical Seis el 23 de agosto de 1996, mientras se encontraba al sureste de Cabo Verde. La depresión se movió hacia el oeste durante varios días y se convirtió en tormenta tropical Fran el 27 de agosto, mientras se encontraba a 1.035 millas (1.666 km) al este de las Antillas Menores. Fran avanzó hacia el oeste-noroeste y se intensificó hasta convertirse en huracán el 29 de agosto. Sin embargo, Fran se volvió menos organizado después de una interrupción en el flujo debido al huracán Edouard y se debilitó hasta convertirse en tormenta tropical. Fran rápidamente se volvió a intensificar hasta convertirse en huracán el 31 de agosto. Mientras se movía hacia el oeste-noroeste y luego hacia el norte-noroeste, la tormenta se fortaleció lentamente. A las 0000 UTC del 5 de septiembre, Fran alcanzó su punto máximo como huracán de categoría 3 con vientos máximos sostenidos de 190 km/h (120 mph) y una presión barométrica mínima de 946 mbar (27,9 inHg). Temprano al día siguiente, la tormenta tocó tierra cerca de Cape Fear, Carolina del Norte, con la misma intensidad. Fran se debilitó y se trasladó tierra adentro, volviéndose extratropical sobre Ontario el 8 de septiembre. Sus restos se desplazaron sobre los Grandes Lagos y fueron absorbidos por un frente el 10 de septiembre.
En Carolina del Sur, las bandas exteriores de Fran produjeron fuertes vientos y lluvias de ligeras a moderadas, que derribaron numerosos árboles y líneas eléctricas. Como resultado, varios coches resultaron dañados y más de 63.000 personas se quedaron sin electricidad. Los daños en Carolina del Sur alcanzaron unos 40 millones de dólares. El estado de Carolina del Norte sufrió la peor parte de la tormenta. Se informaron ráfagas de viento de hasta 220 km/h (137 mph). Además, las mareas tormentosas con alturas de 8 a 12 pies (2,4 a 3,7 m) azotaron la costa. Los daños fueron más graves en el área de Raleigh y superaron los 2.000 millones de dólares. La caída de varios cientos de miles de árboles dañó al menos 10.000 viviendas. En todo el estado, aproximadamente 1,7 millones de personas se quedaron sin electricidad. Los daños en Carolina del Norte alcanzaron unos 5.100 millones de dólares, de los cuales unos 2.300 millones de dólares afectaron a hogares y empresas, 1.100 millones de dólares a propiedades públicas, 1.000 millones de dólares a la silvicultura y la madera, y 700 millones de dólares a la agricultura. En otros lugares, Fran provocó inundaciones en varios estados, incluidos Virginia, Virginia Occidental, Maryland, Ohio y Pensilvania, así como en Washington D. C.. Fuera de Carolina del Norte, los efectos fueron peores en Virginia, donde las inundaciones y los vientos dejaron a 400.000 personas sin electricidad y causaron alrededor de 350 millones de dólares en daños. El huracán Fran fue responsable de 37 muertes, 24 de ellas en Carolina del Norte. Los daños a la propiedad en Estados Unidos se estimaron en 5 mil millones de dólares.

### Tormenta tropical Gustav
Un área de clima perturbado, acompañada de una circulación de bajo nivel, emergió en el Atlántico desde la costa occidental de África el 24 de agosto de 1996. Se organizó aún más durante los días siguientes, convirtiéndose en la depresión tropical Siete el 26 de agosto, mientras se encontraba a unas 150 millas. (240 km) al sur de Cabo Verde. Con una cresta al norte, el sistema se movió hacia el oeste-suroeste. Al principio, las condiciones eran desfavorables para el desarrollo debido a la salida del huracán Fran. El 28 de agosto, la depresión comenzó a moverse hacia el noroeste debido a que se acercaba una vaguada. Casi al mismo tiempo, la influencia de Fran disminuyó, lo que le permitió intensificarse hasta convertirse en la tormenta tropical Gustav el 28 de agosto.
A las 0000 UTC del 29 de agosto, Gustav alcanzó su intensidad máxima con 45 mph (72 km/h) y una presión barométrica mínima de 1.005 mbar (29,7 inHg). A partir de entonces, la vaguada que anteriormente causaba el movimiento de la tormenta hacia el noroeste pasó a ser una depresión en niveles superiores, aumentando la cizalladura en toda la región. Como resultado, la tormenta se debilitó lentamente y se degradó a depresión tropical a última hora del 1 de septiembre. Gustav se disipó a las 0600 UTC del día siguiente, mientras se encontraba a unas 1.015 millas (1.633 km) al este-noreste de las Antillas Menores más septentrionales.

### Huracán Hortense
Una onda tropical se convirtió en la depresión tropical Ocho el 3 de septiembre de 1996, mientras se encontraba a medio camino entre las Antillas Menores y Cabo Verde. La depresión se dirigió hacia el oeste y apenas se fortaleció hasta convertirse en tormenta tropical Hortensia a principios del 7 de septiembre. Hortense pasó sobre Guadalupe al día siguiente y entró en el Mar Caribe. Se fortaleció hasta convertirse en huracán el 9 de septiembre y luego giró hacia el noroeste. La tormenta se intensificó un poco más, antes de tocar tierra cerca de Guánica, Puerto Rico, con vientos de 80 mph (130 km/h) a las 0600 UTC del 10 de septiembre. Pronto retrocedió mar adentro y rozó la República Dominicana mientras cruzaba el Pasaje de Mona. Después de volver a entrar en el Atlántico, Hortense se fortaleció sustancialmente y alcanzó su punto máximo como huracán de categoría 4 de 140 mph (230 km/h) a principios del 13 de septiembre. A partir de entonces, la tormenta se debilitó a medida que avanzaba rápidamente hacia el norte-noreste. A principios del 15 de septiembre, Hortense tocó tierra en Nueva Escocia como un huracán mínimo de categoría 1. Rápidamente se debilitó aún más hasta convertirse en tormenta tropical antes de volver a ingresar al Atlántico y se volvió extratropical ese mismo día.
La tormenta produjo fuertes lluvias y ráfagas de viento a su paso por las Antillas Menores. En Guadalupe, los daños fueron más significativos en los cultivos, con más del 50% de los plátanos destruidos. Se informaron inundaciones localizadas en Martinica. El impacto fue más significativo en Puerto Rico. En toda la isla, 11.463 casas sufrieron graves daños. Alrededor de 1,4 millones de personas en Puerto Rico se quedaron sin electricidad, lo que equivale aproximadamente al 40% de la población de la isla. Los daños en Puerto Rico se estimaron en $153,4 millones. También hubo 19 muertes, la mayoría de ellas por ahogamiento durante inundaciones repentinas. En República Dominicana, los fuertes vientos dañaron varios edificios y casas y derribaron varias líneas eléctricas. Las inundaciones también obligaron al cierre de varias carreteras y afectaron al 80% de los cultivos en la provincia de Samaná. En ese país se confirmaron al menos tres víctimas mortales. La tormenta trajo fuertes vientos a las Bahamas y las Islas Turcas y Caicos, y vientos menores a las Bermudas. Más adelante en su duración, Hortense azotó Nueva Escocia, provocando fuertes lluvias y vientos huracanados en lugares aislados. Hubo muchos cortes de energía, árboles derribados, techos arrancados y carreteras dañadas en la provincia. Nuevo Brunswick, Terranova y la Isla del Príncipe Eduardo también se vieron afectados, aunque no tan gravemente como en Nueva Escocia. Los daños en el Atlántico canadiense alcanzaron aproximadamente 3,64 millones de dólares.

### Huracán Isidoro
Una onda tropical con una circulación bien definida se convirtió en la depresión tropical nueve a las 1200 UTC del 24 de septiembre de 1996, mientras se encontraba al sur de Cabo Verde. Debido a un anticiclón al norte, la depresión inicialmente se movió hacia el oeste-noroeste. Después de que la convección envolvió la circulación y aumentaron las características de las bandas, el Centro Nacional de Huracanes actualizó la depresión a tormenta tropical Isidoro el 25 de septiembre. Isidore se profundizó aún más y comenzó a desarrollar una característica ocular. A principios del 26 de septiembre, la tormenta se convirtió en huracán. Aproximadamente 24 horas después, alcanzó la intensidad de categoría 2. A las 0000 UTC del 28 de septiembre, Isidore alcanzó su intensidad máxima con vientos máximos sostenidos de 115 mph (185 km/h) y una presión barométrica mínima de 960 mbar (hPa; 28,35 inHg). Después de alcanzar su máxima intensidad el 28 de septiembre, la dirección de la corriente desde un área cuasi estacionaria de baja presión de nivel medio a superior giró a Isidore hacia el norte. Más tarde ese día, la característica del ojo desapareció y la tormenta comenzó a debilitarse debido a los fuertes vientos en los niveles superiores. El 28 de septiembre, Isidore se debilitó hasta convertirse en huracán de categoría 2. Al día siguiente, fue degradado a huracán de categoría 1. A principios del 30 de septiembre, Isidore se debilitó hasta convertirse en tormenta tropical. La tormenta se deterioró aún más y fue degradada a depresión tropical a las 1200 UTC del día siguiente. Debido a que gran parte de la convección profunda disminuyó, Isidore fue declarado extratropical a las 0000 UTC del 1 de octubre, mientras se encontraba a unas 490 millas (790 km) al oeste-suroeste de la isla de Flores en las Azores.

### Tormenta tropical Josephine
La depresión tropical Diez se desarrolló a partir de los restos de un frente frío en el suroeste del Golfo de México el 6 de octubre. Moviéndose generalmente hacia el este, la depresión se intensificó hasta convertirse en la tormenta tropical Josephine el 6 de octubre. Al día siguiente, alcanzó su punto máximo con vientos de 70 mph (110 km/h). Josephine tocó tierra en el condado de Taylor, Florida, cerca de su máxima intensidad a principios del 8 de octubre. Poco después de avanzar tierra adentro, la tormenta se volvió extratropical. Al principio de su duración, el sistema interactuó con una cresta, lo que provocó fuertes vientos y mareas altas en Texas. Las bandas exteriores provocaron inundaciones en el sur de Texas y en Luisiana, las mareas altas inundaron carreteras y dejaron varados a los residentes en Grand Isle. En Florida, la tormenta produjo una marejada ciclónica que alcanzó los 2,8 m (9,3 pies) en Suwannee. Las mareas altas inundaron unas 3.600 casas a lo largo de la costa oeste. Los fuertes vientos dejaron a unas 400.000 personas sin electricidad. La tormenta también generó al menos 16 tornados, uno de los cuales dañó 130 viviendas.
Los restos extratropicales de Josephine se movieron a lo largo de la costa este de los Estados Unidos, produciendo ráfagas de viento de hasta 124 km/h (77 mph) en el condado de St. Mary y en Ocean City, Maryland. Los vientos provocaron cortes de energía generalizados, incluidos 26.000 en Virginia y 31.000 en Nueva Jersey. Las fuertes lluvias inundaron zonas bajas y ríos a lo largo del camino de la tormenta, incluso en Carolina del Norte, que anteriormente había sido afectada por los huracanes Bertha y Fran a principios de año. En el sureste de los Estados Unidos, la tormenta contribuyó a decenas de accidentes de tráfico, en los que murieron una persona cada uno en Georgia, Carolina del Norte y Virginia. Los daños en todo Estados Unidos ascendieron a unos 130 millones de dólares. Más tarde, Josephine se trasladó mar adentro y, después de pasar al sureste de Cape Cod, atravesó el Atlántico canadiense con lluvias moderadas y ráfagas de viento.

### Tormenta tropical Kyle
Una onda tropical salió de la costa occidental de África el 27 de septiembre de 1996 y cruzó el Atlántico y el Caribe antes de convertirse finalmente en la depresión tropical Once el 11 de octubre. La depresión se desplazó lentamente hacia el suroeste y se fortaleció hasta convertirse en la tormenta tropical Kyle ese mismo día. Se produjo una intensificación ligeramente mayor y Kyle alcanzó su punto máximo como tormenta tropical de 50 mph (80 km/h) a principios del 12 de octubre. Sin embargo, la cizalladura del suroeste en los niveles superiores hizo que Kyle se debilitara rápidamente hasta convertirse en una depresión tropical más tarde ese día. A las 1800 UTC del 12 de octubre, Kyle tocó tierra en el este de Guatemala con vientos de 30 mph (48 km/h). A primera hora del 13 de octubre, la tormenta se había disipado por completo tierra adentro.
Partes de las costas de Belice, Guatemala, Honduras y México estaban bajo advertencia de tormenta tropical o alerta de huracán cuando Kyle se acercaba; sin embargo, fueron cancelados después de que Kyle se debilitara y volviera a convertirse en depresión tropical. El impacto de Kyle fue mínimo y se limitó a lluvias ligeras en los países de Belice, Guatemala, Honduras y la península de Yucatán en México. En Belice, las precipitaciones alcanzaron un máximo de 2,32 pulgadas (59 mm). Las precipitaciones al noroeste del centro de Kyle fueron más intensas, y algunas áreas de la península de Yucatán en México recibieron más de 3 pulgadas (76 mm); La precipitación alcanzó un máximo de 5,71 pulgadas (145 mm) en Tulum.

### Huracán Lili
Una onda tropical se convirtió en la depresión tropical Doce el 14 de octubre de 1996. Después de que se formó la tormenta, Lili se fortaleció gradualmente, primero hasta convertirse en tormenta tropical el 16 de octubre y luego en huracán el 17 de octubre. Al día siguiente, Lili tocó tierra en Matanzas con vientos de 100 mph (160 km/h) y atravesó la parte central de la isla; fue el primer huracán que azotó el país desde Kate en 1985. Después de emerger al Océano Atlántico, el huracán aceleró hacia el noreste, alcanzando brevemente su punto máximo como huracán de categoría 3 con vientos de 185 km/h (115 mph) cerca de las Bahamas el 19 de octubre. Durante casi una semana entera, el huracán Lili osciló en intensidad mientras fluctuaba varias veces en su velocidad de avance. Pasaron aproximadamente dos semanas antes de que Lili se convirtiera en una tormenta extratropical al norte de las Azores el 27 de octubre, que posteriormente atravesó Irlanda y Gran Bretaña.
Al principio de su duración, Lili provocó inundaciones en Centroamérica que dejaron a miles de personas sin hogar y mataron a 14 personas. En Cuba, 269.995 personas fueron evacuadas antes de Lili, sin provocar ninguna muerte en el país. Los daños fueron mayores en Cuba, principalmente debido a las fuertes lluvias del huracán que alcanzaron un máximo de 29,41 pulgadas (747 mm). El huracán afectó a 11 provincias cubanas, dañando 92.542 viviendas y destruyendo otras 6.369. Las lluvias dañaron gravemente los cultivos de caña de azúcar y plátano. En total, los daños en el país se estimaron en 362 millones de dólares. En la cercana Florida, una persona murió después de ser arrastrada a un desagüe durante las fuertes lluvias de la tormenta. La humedad de Lili también alimentó una tormenta que azotó el noreste de los Estados Unidos, lo que contribuyó indirectamente a la muerte cuando un hombre en Maine intentó cruzar una carretera inundada. Los daños en las Bahamas no fueron graves y se limitaron a algunos tejados dañados y árboles caídos. Cuando los restos de Lili azotaron Irlanda y el Reino Unido, produjeron fuertes vientos y alta mar que dañaron cientos de casas, causando daños por valor de 300 millones de dólares y seis muertes.

### Huracán Marco
Un frente frío interactuó con varias ondas tropicales y finalmente generó la depresión tropical Trece a última hora del 16 de noviembre de 1996, mientras se encontraba al suroeste de Jamaica. Inicialmente fue una depresión tropical, pero permaneció débil mientras avanzaba hacia el suroeste y finalmente hacia el sur. El 19 de noviembre, la depresión se intensificó hasta convertirse en la tormenta tropical Marco. Volvió a curvarse hacia el este y continuó fortaleciéndose, convirtiéndose brevemente en huracán el 20 de noviembre. Marco se debilitó y volvió a convertirse en tormenta tropical ese mismo día. La tormenta giró hacia el noreste hacia La Española, pero luego se quedó estacionaria antes de curarse hacia el este. Luego Marco giró hacia el oeste. Después de debilitarse a depresión tropical el 23 de noviembre, Marco volvió a convertirse en tormenta tropical al día siguiente. A partir de entonces, siguió hacia el noroeste mientras fluctuaba en intensidad, antes de disiparse el 26 de noviembre.
Aunque no tocó tierra, Marco produjo fuertes precipitaciones en las Antillas Mayores y Centroamérica, que provocaron importantes inundaciones en algunas zonas. En Honduras, 4.000 viviendas fueron destruidas, 40 puentes arrasados y casi 50.000 acres de plantaciones frutales quedaron inundadas. También se informaron nueve muertos. También se informaron daños por inundaciones en otros países centroamericanos, aunque los efectos fueron menos graves. También se registraron fuertes lluvias en Cuba. Marco también contribuyó a una inundación en curso en Jamaica y causó tres muertes adicionales en República Dominicana. En total, Marco causó 15 muertes y aproximadamente 8,2 millones de dólares en daños.

### Otras sistemas

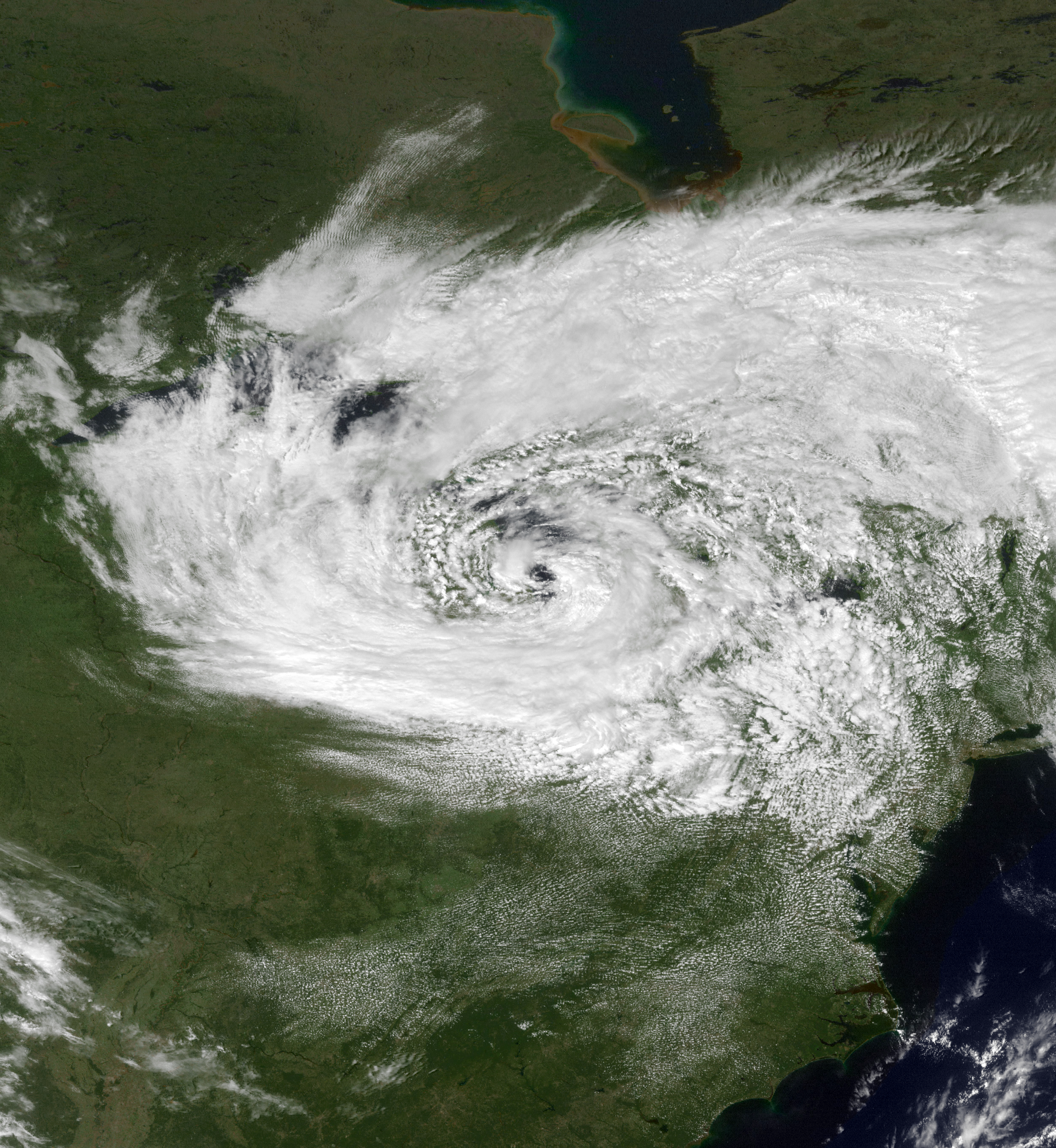
El ciclón alcanzó su máxima intensidad el 14 de septiembre de 1996

El 13 de septiembre de 1006, una rara zona de baja presión se trasladó al lago Hurón, donde adquirió características subtropicales. Alcanzó su intensidad máxima de 117 km/h (73 mph) y una presión central de 993 milibares (29,3 inHg), antes de tocar tierra en el suroeste de Ontario y disiparse poco después. El ciclón fue denominado "huracán Hurón", ya que mantuvo características subtropicales mientras se encontraba sobre el lago Hurón. El ciclón del lago Hurón provocó fuertes lluvias e inundaciones en Míchigan y el este de Canadá, así como en partes de Wisconsin, Pensilvania y la costa noreste.

## Nombre de los ciclones tropicales
La siguiente lista de nombres se utilizó para las tormentas con nombre que se formaron en el Atlántico norte en 1996. Esta es la misma lista utilizada para la temporada de 1990, con las excepciones de Dolly y Kyle, que reemplazaron a Diana y Klaus, respectivamente. El nombre Dolly se utilizaba anteriormente según la antigua convención de nomenclatura. Por primera vez este año una tormenta fue bautizada como Kyle.
| - Arthur - Bertha - César - Dolly - Edouard - Fran - Gustav | - Hortense - Isidoro - Josephine - Kyle - Lili - Marco - Nana (sin usar) | - Omar (sin usar) - Paloma (sin usar) - René (sin usar) - Sally (sin usar) - Teddy (sin usar) - Vicky (sin usar) - Wilfred (sin usar) |

### Nombres retirados
En la primavera de 1997, la Organización Meteorológica Mundial (OMM) retiró tres nombres: César, Fran y Hortense debido a los daños y numerosas muertes que han ocasionado durante la temporada. Fueron reemplazados en la temporada de 2002 por Cristóbal, Fay y Hanna, respectivamente.

## Estadísticas de temporada
Esta es una tabla de todos los sistemas que se han formado en la temporada de huracanes de 1996. Incluye su duración, nombres, áreas afectada(s), indicados entre paréntesis, daños y muertes totales. Las muertes entre paréntesis son adicionales e indirectas, pero aún estaban relacionadas con esa tormenta. Los daños y las muertes incluyen totales mientras que la tormenta era extratropical, una onda o un baja, y todas las cifras del daño están en USD 1996.
| Nombre                  | Fechas activo                         | Categoría de tormenta en intensidad máxima | Vientos máx. (km/h) | Presión min (hPa) | ACE      | Áreas afectadas                   | Áreas afectadas  | Áreas afectadas | Daños (en millones USD) | Muertos |
| Nombre                  | Fechas activo                         | Categoría de tormenta en intensidad máxima | Vientos máx. (km/h) | Presión min (hPa) | ACE      | Lugar                             | Fecha            | Vientos (km/h)  | Daños (en millones USD) | Muertos |
| ----------------------- | ------------------------------------- | ------------------------------------------ | ------------------- | ----------------- | -------- | --------------------------------- | ---------------- | --------------- | ----------------------- | ------- |
| Arthur                  | 17 – 21 de junio                      | Tormenta tropical                          | 75 (45)             | 1002              | 0.81     | Cape Lookout, Carolina del Norte  | 20 de junio      | 75 (45)         | $1 millón               | Ninguno |
| Bertha                  | 5 – 14 de julio                       | Huracán categoría 3                        | 185 (115)           | 960               | 17.38    | Wrightsville Beach, Topsail Beach | 12 de julio      | 150 (90)        | $335 millones           | 12      |
| César                   | 24 – 28 de julio                      | Huracán categoría 1                        | 140 (85)            | 985               | 3.9675   | Bluefields, Nicaragua             | 27 de julio      | 130 (80)        | $203 millones           | 113     |
| Dolly                   | 19 – 25 de agosto                     | Huracán categoría 1                        | 130 (80)            | 988               | 3.905    | Chetumal, Quintana Roo            | 20 de agosto     | 120 (75)        | Ninguno                 | 14      |
| Dolly                   | 19 – 25 de agosto                     | Huracán categoría 1                        | 130 (80)            | 988               | 3.905    | Tuxpan, Veracruz                  | 23 de agosto     | 120 (75)        | Ninguno                 | 14      |
| Edouard                 | 19 de agosto – 3 de septiembre        | Huracán categoría 4                        | 230 (145)           | 933               | 49.3175  | Ninguno                           | Ninguno          | Ninguno         | $20 millones            | 2       |
| Fran                    | 23 de agosto – 8 de septiembre        | Huracán categoría 3                        | 195 (120)           | 946               | 22.8875  | Cape Fear, Carolina del Norte     | 7 de septiembre  | 195 (120)       | $5 mil millones         | 27      |
| Gustav                  | 26 de agosto – 2 de septiembre        | Tormenta tropical                          | 75 (45)             | 1005              | 2.355    | Ninguno                           | Ninguno          | Ninguno         | Ninguno                 | Ninguno |
| Hortense                | 3 – 16 de septiembre                  | Huracán categoría 4                        | 220 (140)           | 935               | 21.8225  | West Quoddy, Nueva Escocia        | 15 de septiembre | 120 (75)        | $150 millones           | 39      |
| Isidoro                 | 24 de septiembre – 1 de octubre       | Huracán categoría 3                        | 185 (115)           | 960               | 12.88    | Ninguno                           | Ninguno          | Ninguno         | Ninguno                 | Ninguno |
| Josephine               | 4 – 8 de octubre                      | Tormenta tropical                          | 110 (70)            | 981               | 1.6125   | Ninguno                           | Ninguno          | Ninguno         | $130 millones           | 0 (3)   |
| Kyle                    | 11 – 12 de octubre                    | Tormenta tropical                          | 85 (50)             | 1001              | 0.5275   | Ninguno                           | Ninguno          | Ninguno         | Ninguno                 | Ninguno |
| Lili                    | 14 – 27 de octubre                    | Huracán categoría 3                        | 185 (115)           | 960               | 22.63    | Provincia de Matanzas, Cuba       | 15 de septiembre | 155 (100)       | $662 millones           | 22      |
| Marco                   | 16 – 26 de noviembre                  | Huracán categoría 1                        | 120 (75)            | 983               | 6.0875   | Ninguno                           | Ninguno          | Ninguno         | $8.2 millones           | 15      |
| Totales de la temporada |                                       |                                            |                     |                   |          |                                   |                  |                 |                         |         |
| 13 ciclones             | 17 de junio – 26 de noviembre de 1996 |                                            | 230 (145)           | 933               | 166.1825 | Varios                            | Varios           | Varios          | $6.52 mil millones      | 253 (3) |